# Miastor metraloas
Miastor metraloas är en tvåvingeart som beskrevs av Frederik Vilhelm August Meinert 1864. Miastor metraloas ingår i släktet Miastor och familjen gallmyggor. Arten har ej påträffats i Sverige. Inga underarter finns listade i Catalogue of Life.